# Zuzana Václavíková
Zuzana Václavíková (* 5. ledna 1977 Žilina) je slovenská matematička a vysokoškolská učitelka, od roku 2023 děkanka Přírodovědecké fakulty Ostravské univerzity (PřF OU).

## Život
Narodila se v lednu 1977 v Žilině. V letech 1994 až 1999 studovala na Přírodovědecké fakultě Ostravské univerzity učitelství všeobecně vzdělávacích předmětů pro střední školy, a to konkrétně matematiky a fyziky. V letech 1999 až 2003 absolvovala na téže fakultě doktorský studijní program aplikovaná algebra, získala titul Ph.D. a v roce 2003 zároveň po absolvování rigorózního řízení v oboru aplikovaná matematika získala titul doktorky přírodních věd. Během doktorského studia zároveň začala v roce 2001 na své alma mater pracovat (konkrétně na Katedře matematiky).
V letech 2009 až 2015 působila jako členka akademického senátu PřF OU a v letech 2015 až 2018 byla jeho předsedkyní. Kromě toho byla v letech 2015 až 2018 zároveň i členkou akademického senátu celé Ostravské univerzity. V prosinci 2022 byla zvolena děkankou PřF OU. Funkce se ujala v březnu 2023, když ve funkci nahradila Jana Hradeckého, který již mandát v důsledku dvou po sobě jdoucích obdobích ve funkci děkana obhajovat nemohl.
V rámci své odborné činnosti se Václavíková zabývá algebrou, teorií čísel a didaktikou matematiky. Zuzana Václavíková je vdaná, se svým manželem má dceru Kateřinu a syna Tomáše.